# گنده‌جین
گنده‌جین از روستاهای بخش صالح‌آباد شهرستان بهار در استان همدان است.
شغل غالب ساکنان این روستا کشاورزی است.
اهالی گنده‌جین به زبان ترکی تکلم می‌کنند.
نام این روستا در بین مناطق ترک‌نشین همدان گؤندؤرخانه (Gündürkhana) نیز تلفظ می‌شود.